# Ghiczy Tibor
Ghiczy Tibor (Kapuvár, 1927. október 1. – Szombathely, 2016. augusztus 10.) magyar jogász, politikus, a Kereszténydemokrata Néppárt rendszerváltáskori egyik alapítója és szervezője valamint a Magyar Kereszténydemokrata Szövetség egyik alapítója és szervezője.

## Élete és tevékenysége
Iskoláit is szülővárosában kezdte meg, majd gimnáziumba a soproni bencésekhez valamint a Pécset a jezsuitákhoz járt. Felsőfokú képzését a Pázmány Péter Tudományegyetemen (ma: Eötvös Loránd Tudományegyetem) jogi karán végezte, 1951-ben szerezte meg a jogi doktorátust.
Közélettel a Rákosi- majd a Kádár-rendszer idején nem foglalkozott, de rendszerváltozás idején bekapcsolódott a politikába. Vas megyében a Kereszténydemokrata Néppárt egyik fő szervezője, titkára majd ügyvezető elnöke lett. Tevékenységének köszönhetően az 1990-es első szabad választáson megyéjében a KDNP jó eredményt ért el. Bár területi mandátumot a megyében a párt nem szerzett, de 11,74%-ot kapott. 1990-től Ghiczy a KDNP Országos Intézőbizottságának is tagja lett, 1995-től pedig titkárává választották. 1994-ben a Vas megyei közgyűlés tagja majd a jogi bizottságának elnöke lett.
A Kereszténydemokrata Néppártban 1996-tól, Giczy György elnöksége idején kialakuló konfliktusban az elnökséget kritizálókkal tartott. Részt vett a Magyar Kereszténydemokrata Szövetség megalakításában, melynek Vas megyei szervezője lett. Ami után Legfelsőbb Bíróság döntésének hatására a párt törvényes működése 2002 után helyreállt, ismét bekapcsolódott a KDNP tevékenységébe, és 2010-ig ellátta az Országos Etikai Bizottság vezetését. Az Országos Választmánynak is tagja volt.